# Вадхуке
Вадхуке (нід. Wadhoek, фриз. Waadhoeke) — громада в провінції Фрисландія на півночі Нідерландів.
Вона була створена 1 січня 2018 року і складається з колишніх громад Франекерадел, гет-Білдт, Менамераділ і частин громади Літтенсераділ, всі чотири з яких були розформовані в той же день. Вадхуке межує з Гарлінгеном, Терсхеллінгом, Амеландом, Леуварденом і Південно-Західної Фрісландією. Населення на лютий 2020 становить 46 129 осіб. Це шоста за чисельністю населення громада Фрисландії. Найбільший населений пункт (12 781 осіб на 2014 рік) — Франекер. Мешканці говорять нідерландською, фризькою і білдтським діалектом (діалект колишньої громади гет-Білдт).

## Етимологія
Громада названа на честь Ваттового моря (фриз. Waadsee). За розташуванням на мапі громада є частиною або кутом (фриз. hoeke) провінції Фрисландія.

## Населені пункти муніципалітету
Місто
- Франекер

Села
- Алде-Леє (частково)
- Аудебілдтзейл
- Ахлюм
- Байюм
- Берлтсюм
- Бітгюм
- Бітгюммоле
- Блессюм
- Боксюм
- Бур
- Враувенпарохі
- Вестгук
- В'єлсріп
- Вінсюм
- Вір
- Гербайюм
- Гітзюм
- Дейнюм
- Донг'юм
- Дронріп
- Звейнс
- Інгелюм
- Клостер-Лідлюм
- Марсюм
- Менам
- Міннертсга
- Ней-Алтуна
- Остербірюм
- Пейнс
- Пітерсбірюм
- Рід
- Сексбірюм
- Сінт-Аннапарохі
- Сінт-Якобіпарохі
- Скінген
- Слаппетерп
- Спаннюм
- Схалсюм
- Фірдгюм
- Цюм
- Цюммарюм

## Визначні мешканці
- Себальд Юстінус Брюгманс (1763 у Франекері - 1819) — нідерландський ботанік і лікар
- Ян Гендрик Оорт  (1900 у Франекері - 1992) — нідерландський астроном
- Анна Марія ван Схюрман (1607-1678) — нідерландська поліглотка, поетеса, магістриня теології, каліграфка та феміністка
- Лоуренс Альма-Тадема (1836 у Дронріпі - 1912) — нідерландський і британський художник
- Тьялінг ван ден Бош (1958 в Ахлюмі) — нідерландський стронґмен